# AVR32
AVR32 - 32-бітні мікроконтролери архітектури RISC, анонсовані фірмою Atmel в 2006 році.
Схожість з 8-бітними контролерами AVR тільки в місці їх розробки і засобах налагодження.

## Опис
Більшість інструкцій виконується за один такт. Арифметичний пристрій може виконувати операції типу 32-біт * 16-біт + 48-біт за два цикли (результат затримки) .

## Використання
Архітектура AVR32 використовується виключно у власних продуктах  Atmel.

## Дивись також
- AVR
- AVR128